# Bathygadus favosus
Bathygadus favosus es una especie de pez de la familia Macrouridae en el orden de los Gadiformes.

## Morfología
• Los machos pueden llegar alcanzar los 46,5 cm de longitud total.

## Hábitat
Es un pez de aguas profundas que vive entre 770-2745 m de profundidad.

## Distribución geográfica
Se encuentra en Mauritania, el Golfo de Guinea, el Marruecos, el archipiélago de Madeira, Ciudad del Cabo (Sudáfrica) el Estrecho de Florida el Golfo de México y el Mar Caribe.